# Cappella Paolina (Santa Maria Maggiore)
La cappella Paolina, dal nome di papa Paolo V Borghese, è una cappella di Santa Maria Maggiore.

## Storia e descrizione
Nel giugno 1605 papa Paolo V Borghese decise di edificare nella basilica di Santa Maria Maggiore la cappella di famiglia, a croce greca e delle dimensioni di una piccola chiesa. La parte architettonica venne affidata a Flaminio Ponzio, vincolato nella pianta dalla speculare cappella di papa Sisto V. Completata la struttura nel 1611, fu consacrata il 27 gennaio 1613, ma la parte decorativa, con marmi colorati, ori e pietre preziose, venne terminata alla fine del 1616. Alle pareti laterali sono poste le due tombe dei papi Clemente VIII e Paolo V, racchiuse in un'architettura ad arco trionfale con al centro la loro statua e bassorilievi pittorici.
La parte scultorea venne realizzata tra il 1608 e il 1615 da un eterogeneo gruppo di artisti: Silla Longhi, che ebbe la parte maggiore del lavoro realizzando le due statue papali, Ambrogio Buonvicino, Giovanni Antonio Paracca detto il Valsoldo, Cristoforo Stati, Nicolas Cordier, Ippolito Buzio, Camillo Mariani, Pietro Bernini, Stefano Maderno che scolpì il bassorilievo con Papa Liberio nell’atto di tracciare nella neve il perimetro della basilica mariana, e Francesco Mochi. La direzione del lavoro pittorico venne affidata al Cavalier d'Arpino che realizzò la lunetta sopra l'altare, in cui raffigurò da una parte la visione della Vergine e di San Giovanni Evangelista a San Gregorio Taumaturgo e dall’altra una folla morsa dal serpente dell’eresia, il tempio di Dio e i suoi fedeli, e i pennacchi della cupola con le immagini dei profeti Isaia, Geremia, Ezechiele e Daniele. Sempre il medesimo artista dipinse l’arcone dell’altare con i santi vescovi Ignazio, Teofilo, Ireneo e Cipriano.
Ludovico Cigoli realizzò la cupola mentre Guido Reni fu l'autore principale delle singole figure di santi nei sottarchi laterali, alle quali posero mano anche il Passignano, Giovanni Baglione e Baldassare Croce; in quello di sinistra spiccano per forza drammatica San Domenico e San Francesco. Al di sopra del monumento a Paolo V  il pittore bolognese dipinse il Padre Eterno . Nel sottarco di destra raffigurò San Cirillo, Sant'Idelfonso, San Giovanni da Marsciano e le Sante Pulcheria, Gertrude e Cunegonda. Successivamente Lanfranco, secondo il Bellori, intervenne trasformando un angelo nella Vergine.
Sull'altare della cappella è l'icona della Salus populi romani, immagine dipinta della Vergine che la tradizione religiosa attribuisce a San Luca Evangelista, la cui cornice decorata da festoni è sorretta da cinque grandi angeli di bronzo.
L'esterno dell'abside, rivolto verso piazza dell'Esquilino, è opera di Carlo Rainaldi, che presentò a papa Clemente IX un progetto meno dispendioso di quello del contemporaneo Gian Lorenzo Bernini. Questo avrebbe fra l'altro comportato la distruzione dei mosaici dell'abside, che nel nuovo assetto sarebbe arrivata quasi all'altezza dell'obelisco retrostante. Tra i monumenti sepolcrali si annovera quello di Giovan Pietro Moretti, eseguito dal 1647 al 1649 su disegno di Domenico de Rossi dal maestro scalpellino Alessandro Montonese.
La mensa dell'altare fu offerta nel 1749 dalla principessa Agnese Colonna Borghese, di cui ai lati sono presenti gli stemmi.

## Galleria d'immagini

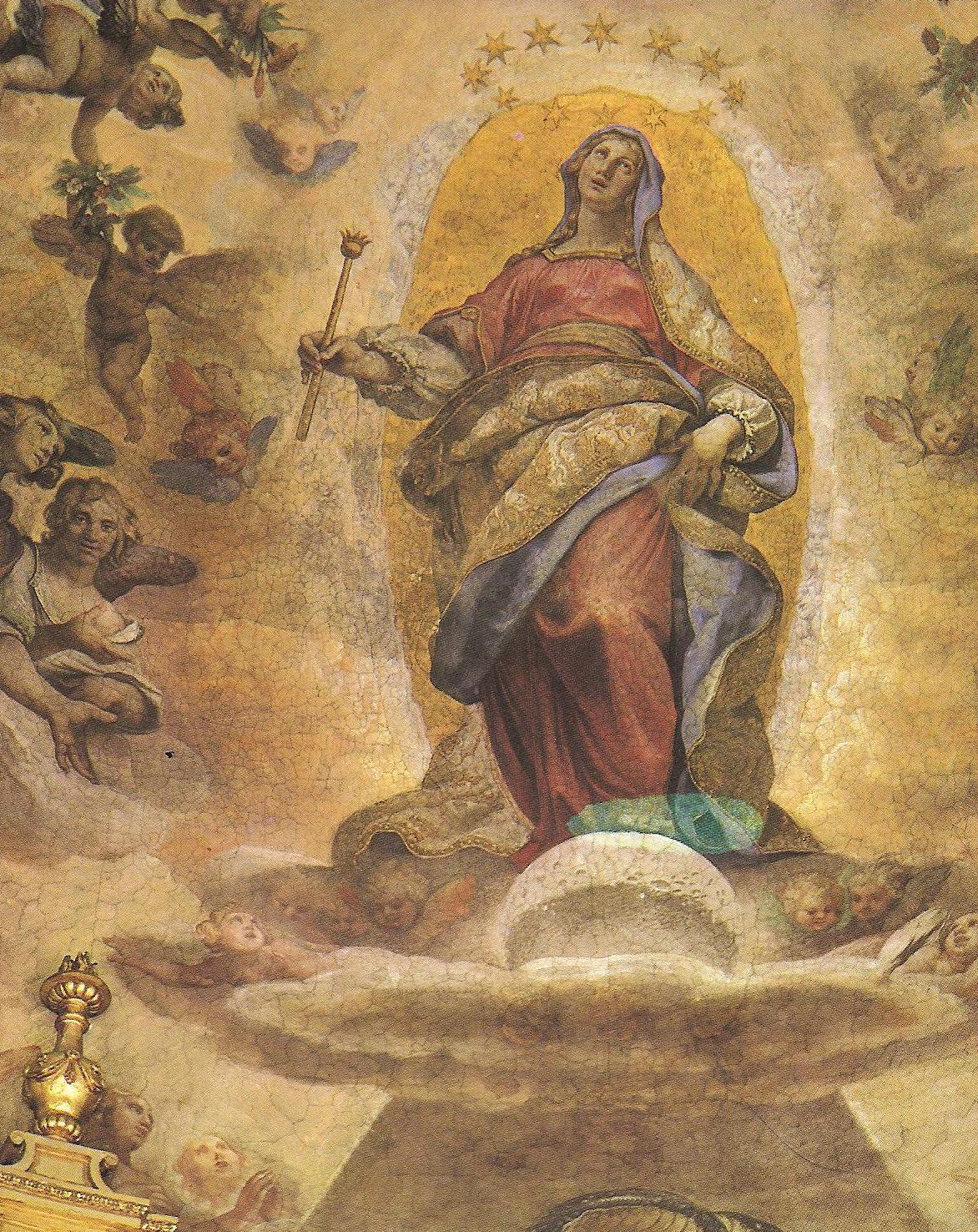
Maria Immacolata dipinta da Ludovico Cardi
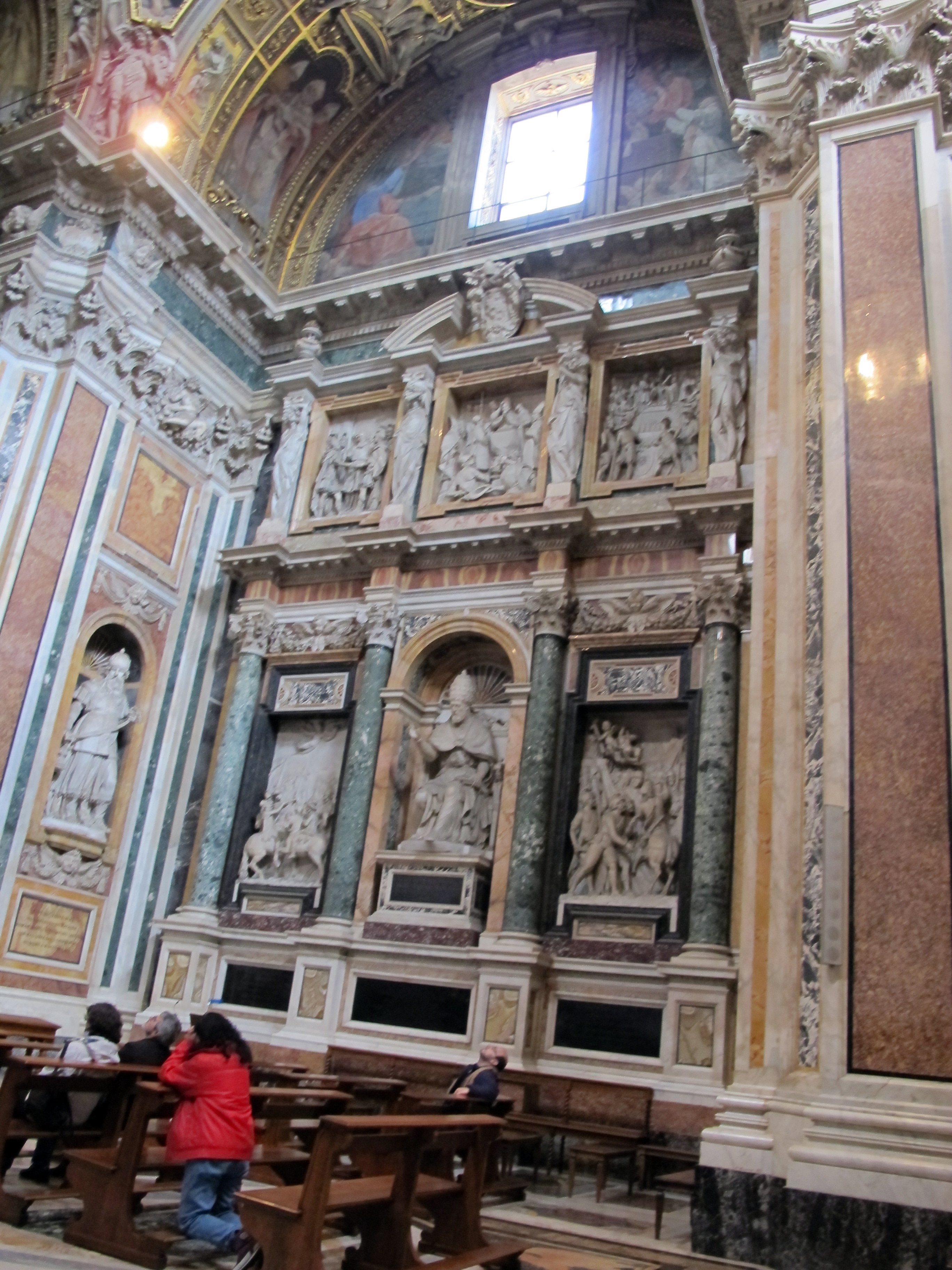
Tomba di Clemente VIII
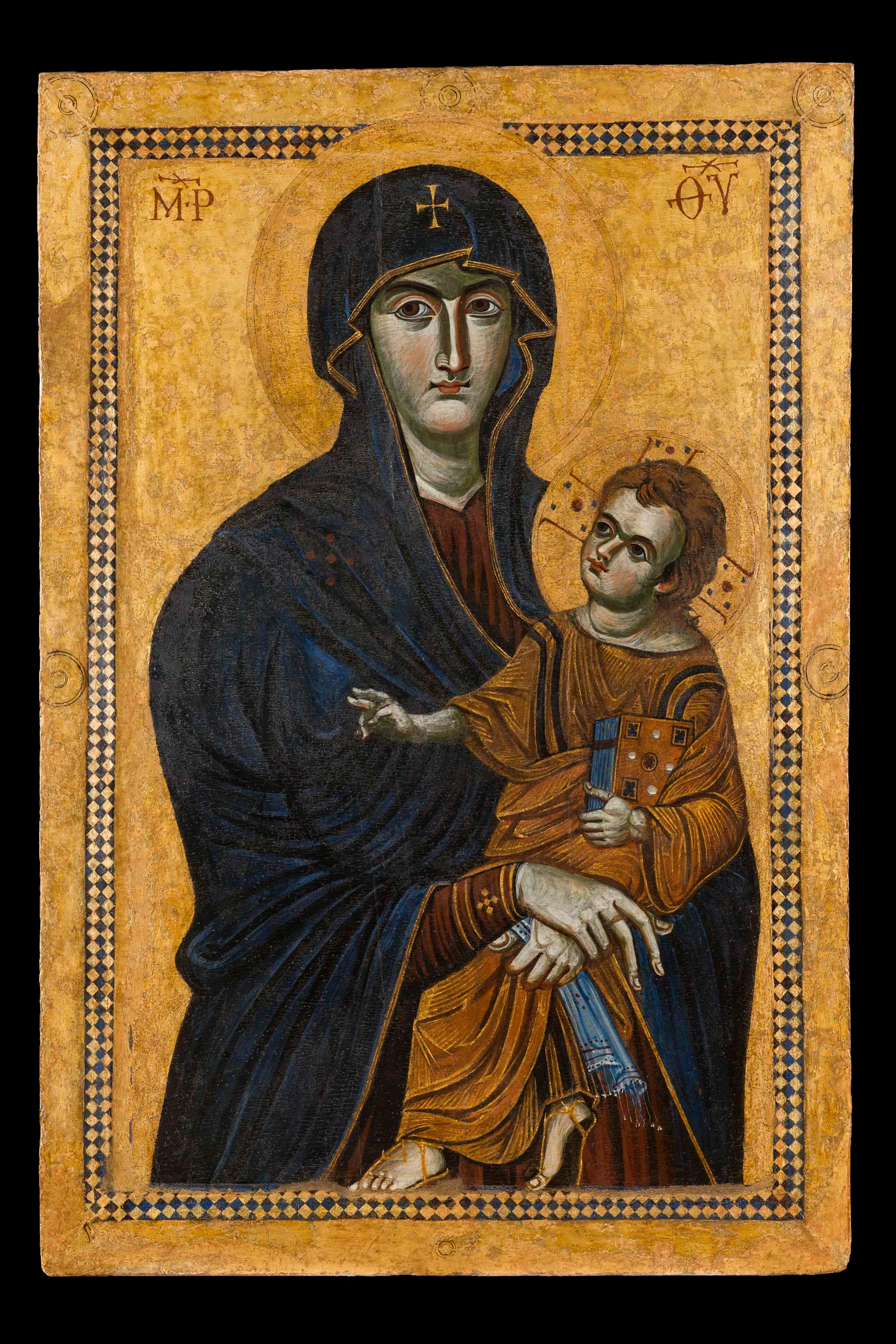
Salus populi romani